# Nachman Raz
Nachman Raz (hebrejsky: נחמן רז, narozen 9. prosince 1924 – 5. července 2015) byl izraelský politik a bývalý poslanec Knesetu za stranu Ma'arach.

## Biografie
Narodil se ve vesnici Ejn Charod. Navštěvoval střední školu v kibucu Geva, studoval učitelský seminář v Bejt Berl a historii a literaturu na Hebrejské univerzitě. Sloužil v izraelské armádě, kde působil v letech 1950–1952 jako vrchní vzdělávací důstojník u jednotek Nachal.

## Politická dráha
V letech 1947–1948 byl tajemníkem mládežnického hnutí ha-No'ar ha-Oved ve-ha-Lomed, v letech 1954–1956 působil jako instruktor v nových židovských vesnicích. V letech 1972–1978 byl tajemníkem kibucu Geva. V letech 1973–1976 zastával funkci generálního tajemníka hnutí Ichud ha-Kvucot ve-ha-Kibucim, později byl členem sekretariátu organizace ha-Tnu'a ha-Kibucit ha-Me'uchedet. V letech 1958–1978 byl učitelem a ředitelem odborné školy ve vesnici Ejn Charod. Učil také v letech 1980–1982 na škole Efal. Zasedal v ústředním výboru Strany práce.
V izraelském parlamentu zasedl poprvé po volbách v roce 1981, do nichž šel za stranu Ma'arach. Mandát ale získal až dodatečně, v březnu 1983, jako náhradník. Stal se členem výboru pro vzdělávání a kulturu. Opětovně byl za Ma'arach zvolen ve volbách v roce 1984. Nastoupil jako člen do parlamentního výboru pro televizi a rozhlas, výboru pro imigraci a absorpci a předseda výboru pro vzdělávání a kulturu. Ve volbách v roce 1988 mandát neobhájil.